# Фролов переулок
Фроло́в переу́лок — небольшая улица в центре Москвы в Красносельском районе между Бобровым переулком и Тургеневской площадью (Сретенским бульваром). Здесь находится театр «Et cetera».

## Происхождение названия
Ранее назывался Флоровский переулок, названный по церкви святых Флора и Лавра в Мясницкой слободе. Современное произношение Фроловский образовано в XIX веке от разговорной формы Фрол календарного личного имени Флор. В более ранний период Фроловским также назывался современный Бобров переулок. В 1952 году название было немного изменено с Фроловского на Фролов переулок.

## Описание
Фролов переулок проходит от Боброва переулка на север и выходит на Сретенский бульвар Бульварного кольца рядом с Тургеневской площадью.

## Здания и сооружения
По нечётной стороне:
- Дом 1 (также дом 6/1, строение 2, по Сретенскому бульвару) — дом из комплекса зданий страхового общества «Россия», построен в 1899—1902 гг. по проекту архитекторов Н. М. Проскурнина, В. А. Величкина[2].  памятник архитектуры (федеральный) Со стороны переулка в здании располагается поликлиника № 1 Российской академии наук.

По чётной стороне:
- Дом 2 — Московский театр «Et cetera» под руководством Александра Калягина. Построен в 2005 году по проекту архитекторов А. В. Кузьмина, А. В. Бокова, А. А. Великанова, М. В. Бэлицы[3]. Здание вызвало резкую критику архитектурного сообщества, А. А. Великанов отказался от авторства[4].
- Дом 4 (чаще дом 2 по Тургеневской площади) — бывший доходный дом Ивана Григорьевича Губонина, построен (точнее, перестроен из более ранних построек, прослеживающихся начиная от палат XVIII века, с перестройкой в 1842 году по проекту Иосифа Каминского[5]) в 1890 году по проекту И. Г. Кондратенко, снесён в 2003 году как аварийный, заново отстроен в 2005 году как торгово-офисный комплекс «Чистые пруды»[6].

## Транспорт
Общественный транспорт по переулку не проходит. Вблизи него находятся выходы со станций метро «Тургеневская», «Сретенский бульвар» и «Чистые пруды».